# Heinrich von Heß

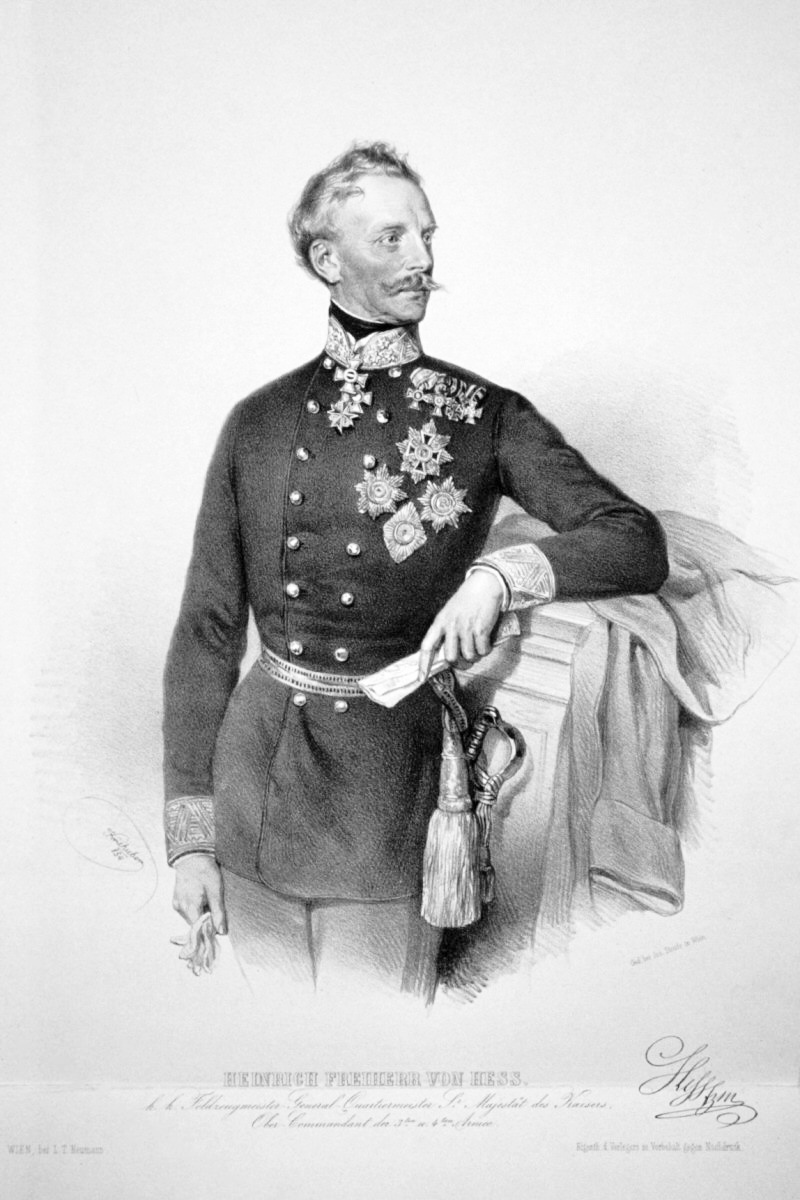
Heinrich Freiherr von Hess, Lithografie von Joseph Kriehuber 1854

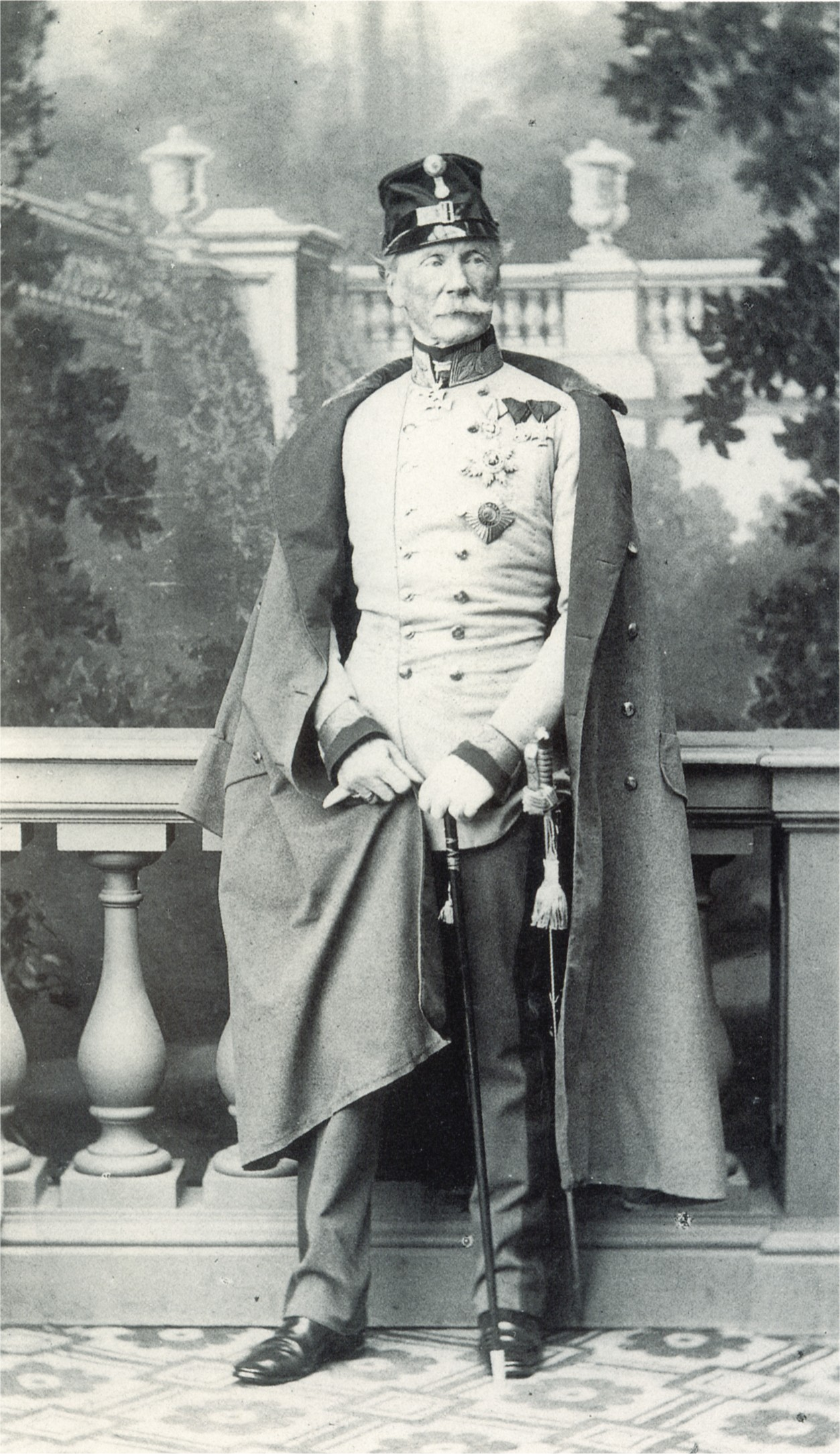
Heinrich Freiherr von Hess, Fotografie von Ludwig Angerer 1860

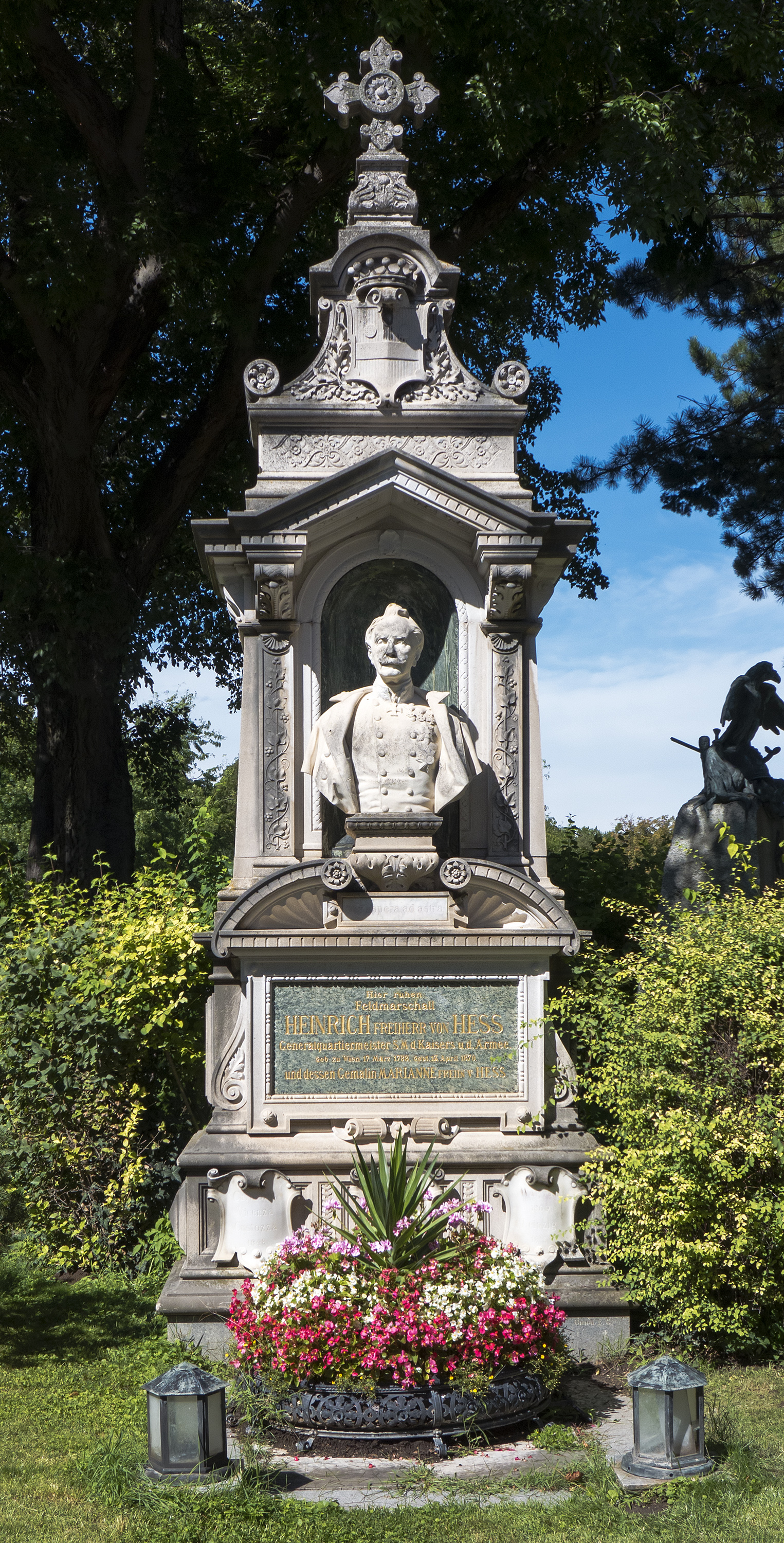
Grab von Heinrich von Hess auf dem Wiener Zentralfriedhof

Heinrich Hermann Joseph Ritter von Heß, ab 1849 Freiherr von Heß (* 17. März 1788 in Wien; † 13. April 1870 ebenda), war ein österreichischer Feldmarschall.

## Leben
Heß trat 1805 in die österreichische Armee ein und wurde bald dem Generalquartiermeister zugeteilt, der ihn für trigonometrische Arbeiten verwendete. Nachdem er sich als Oberleutnant bei Aspern und Wagram ausgezeichnet hatte, kam er 1813 als Hauptmann wieder in den Stab des Generalquartiermeisters. Nach dem ersten Friedensschluss im Zuge der Befreiungskriege in Paris wurde er mit besonderen Aufträgen in das Piemont gesandt, beim Wiederausbruch der Kriegshandlungen 1815 (Rückkehr Napoleons von Elba) wurde er zum Major befördert und im Hauptquartier des Fürsten Schwarzenberg eingesetzt.
Anschließend diente er zwei Jahre lang als stellvertretender Militärkommissar im Piemont. Als Radetzky im März 1831 den Oberbefehl in Italien erhielt, trat ihm Heß als Chef des Generalquartiermeisterstabes zur Seite. Nach den Angaben Radetzkys entwarf er eine neue Manövrierordnung für die Infanterie, die Kavallerie und für die Artillerie. Sie bewährte sich in der Folgezeit ausgezeichnet.
1834 wurde Heß Generalmajor in Mähren, 1840 wurde ihm die Leitung des Generalquartiermeisterstabes übertragen. 1842 wurde er Chef des 49. Infanterieregiments, das später auch seinen Namen trug. 1843 erfolgte die Ernennung zum Feldmarschallleutnant.
Beim Ausbruch der Revolution 1848 trat Heß wieder an die Seite Radetzkys und führte den Generalstab. In dieser Eigenschaft schloss er am 8. August 1848 den Waffenstillstand ab, wonach die Truppen Piemonts sich hinter den Tessin zurückziehen mussten. Im folgenden Feldzug im Jahr 1849 erkannte Radetzky in einem Tagesbefehl den großen Anteil seines Generalstabschefs am Sieg bei Novara an. Heß wurde zum Geheimrat und außer der Reihe zum Feldzeugmeister und gleichzeitig zum wirklichen Chef des Generalquartiermeisterstabes und noch dazu zum Freiherrn ernannt.
Ende 1850 wurde Heß zum Chef des Generalstabs des gesamten Heeres ernannt. In den Folgejahren war er mehrmals in militärischen Missionen unterwegs, so nach Warschau, Sankt Petersburg und Berlin. 1854 befehligte er während des Krimkrieges die in Galizien und Siebenbürgen stehenden österreichischen Truppen und veranlasste die Russen zur Räumung der an der Donau gelegenen Fürstentümer.
1859 wurde Heß im Sardinischen Krieg kurz vor der Schlacht von Magenta nach Italien entsendet, konnte sich aber mit seinen Dispositionen nicht durchsetzen. Nach der verlorenen Schlacht von Solferino war er gezwungen mit den Franzosen den Waffenstillstand von Villafranca abzuschließen. Weiters wurde er 12. Juli 1859 zum Feldmarschall und zum Oberbefehlshaber der Armee in Italien befördert und 1860 – unter Enthebung von seiner Eigenschaft als Generalstabschef – zum Hauptmann der Trabantengarde ernannt.
Heß wurde 1861 in das österreichische Herrenhaus berufen.
Er war in erster Ehe mit Katharina von Hess, in zweiter Ehe mit seiner Nichte Anna Baronesse von Diller, der Tochter seiner Schwester, verheiratet. Nach dem Tod seiner fünf Kinder adoptierte er 1854 seinen Neffen Friedrich, Sohn des k. k. Majors Georg Freiherrn von Diller. Das Geschlecht führt seither mit kaiserlicher Genehmigung den Namen Hess-Diller. Heinrich Hermann Joseph Freiherr von Heß starb am 13. April 1870 in seiner Heimatstadt Wien.

## Ehrungen
Im Jahr 1870 wurde in Wien Innere Stadt (1. Bezirk) die Heßgasse nach ihm benannt, auch in Graz erhielt eine Gasse seinen Namen. 1885 wurden seine sterblichen Überreste in ein von Alexander Wielemans von Monteforte gestaltetes Ehrengrab auf dem Wiener Zentralfriedhof (Gruppe 14 A, Nummer 33) umgebettet.
In St. Pölten befindet sich das nach ihm benannte Kommandogebäude Feldmarschall Hess, wo das Militärkommando Niederösterreich des Österreichischen Bundesheeres untergebracht ist. Ebenso trägt die 3. Panzergrenadierbrigade das Hesserkreuz, welches als Tradition auf das „Infanterieregiment Nr. 49 – Feldmarschall-Leutnant Heinrich Freiherr von Hess“ zurückgeht.

## Werk
- Manfried Rauchensteiner (Hrsg.): Heinrich Freiherr von Hess: Schriften aus dem militärwissenschaftlichen Nachlass. Mit einer Einführung in sein Leben und das operative Denken seiner Zeit (= Bibliotheca rerum militarium. Bd. 41). Biblio-Verlag, Osnabrück 1975, ISBN 3-7648-0865-9.